# Patricia Racette
Patricia Racette (Manchester, 23 giugno 1965) è un soprano statunitense.

## Biografia
Patricia Lynn Racette all'età di sette anni si trasferisce con la famiglia a Bedford. Dopo l'istruzione pubblica a Manchester dal 1983 frequenta l'University of North Texas.
Nel 1989 debutta al San Francisco Opera come Alice Ford in Falstaff di Giuseppe Verdi.
È una ex alunna del programma Adler Fellowship  (1989-90).

## Discografia
- Corigliano: The Ghosts of Versailles - James Conlon/Patricia Racette/Guanqun Yu/Patti LuPone, Chandos 2016 - Grammy Award for Best Opera Recording 2017

## DVD
- Puccini, Madama Butterfly - Racette/Zifchak/Giordani/Croft, 2011 Sony